# Đông Phú (Quảng Nam)
Đông Phú is een thị trấn en tevens de hoofdplaats in het district Quế Sơn, een van de districten in de Vietnamese provincie Quảng Nam. Đông Phú heeft ruim 9300 inwoners op een oppervlakte van 12,69 km².

## Geschiedenis
Đông Phú is in 1986 opgericht.

## Verkeer en vervoer
Đông Phú ligt aan de Tỉnh lộ 611 en de Tỉnh lộ 611B.